# Інтенсивність тріщинуватості гірських порід
Інтенсивність тріщинуватості гірських порід (рос. интенсивность трещиноватости горных пород, англ. natural fracture pattern, mine rock intensity, intensity of rock jointing, intensity of rock fissuring; нім. Intensität f der Zerklüftung f der Gesteine n pl) — величина, зворотна середньому розміру (в метрах) елементарного блока породи, обмеженого суміжними тріщинами трьох найінтенсивніших систем.